# Atomos halmazalgebra
Atomos halmazalgebrán egy olyan halmazrendszert értünk, amely   algebrai és topologikus jellegű matematikai struktúrát alkot: a véges sok tagú halmazműveletekre zárt, a ⊆ relációra mint rendezésre nézve nemcsak hogy minimális elemeket tartalmaz, de a struktúra minden eleme összehasonlítható egy minimális elemmel.

## Atomos halmazrendszerek
A részbenrendezett halmazok elméletéből kölcsönzött kifejezéssel élve, egy Ω alaphalmaz feletti A halmazrendszert atomosnak (ang. „atomic”) nevezünk, ha tetszőleges nem üres R∈A-hoz található olyan A∈A atom, hogy A⊆R legyen.
Nincs feltétlenül minden halmazrendszerben atom. Legyen például az R+0 felett az a T = (Ti)i∈N=(0,1/(i+1)] halmazrendszer, amelyre Ti := {r∈R | 0<r≤1/(i+1)}. Ez egymásba skatulyázott intervallumok tartalmazás szempontjából szigorúan monoton csökkenő sorozata, és minden (i-edik) taghoz található egy, sőt sok tag (i+1-edik, i+2-edik stb.), amelyre Ti+1⊆Ti.
Ugyanakkor, ha a halmazrendszertől topologikus jellegű művelet-zártsági tulajdonságokat, illetve számossági feltételek teljesülését követeljük meg, a helyzet megváltozik: nemcsak lesznek atomok, de ezek rendszere lefedését is adja a tartóhalmaznak. Két egyszerűbb példa: 1). véges tartóhalmaz feletti tetszőleges halmaztestben, illetve 2). legfeljebb megszámlálható elemszámú Borel-halmaztestben mindig vannak atomok, sőt, utóbbiak rendszere megfelelő feltételek esetén osztályfelbontását képezi a tartóhalmaznak. Tehát a véges halmazalgebrák, illetve megszámlálható szigma-algebrák például mindig atomosak is.

## Véges halmazalgebrák
Tétel: Tetszőleges Ω halmaz feletti véges halmazalgebra atomos.
Bizonyítás: Legyen R∈A tetszőleges nem üres taghalmaz, és r∈R tetszőleges elem.  Ekkor van olyan A-beli A atom, hogy r∈A. Ezért A∩R⊆A eleme A-nak, de mivel atom, vagy A∩R=∅, vagy A∩R=A. Üres nem lehet, mert r a közös elemük, ezért A∩R=A, de A∩R⊆R is igaz a metszet tulajdonságai folytán, ezért A⊆R. Ez azt jelenti, A atomos.

## Megszámlálható szigma-algebrák
Tétel: Tetszőleges Ω halmaz feletti megszámlálható szigma-algebra atomos.
Bizonyítás: Egy megszámlálható szigma-algebra feltétlenül lefedőrendszer a tartóhalmazra nézve;,   ezért a bizonyítás szóról szóra megegyezik a halmazalgebrákra vonatkozó előző, hasonló tételével (ha R∈A\{∅}, van r∈R eleme, van A-ban ezt tartalmazó A atom, és ekkor A∩R=A⊆R is atom).

## Példák és ellenpéldák
1. A tetszőleges nemüres Ω halmaz feletti triviális halmazalgebrák mind atomosak. Az {∅, Ω} minimális  szigma-algebrában egyetlen  atom van: Ω, a teljes P(Ω) halmazalgebrában pedig az atomok épp az elemi események, azaz az egyelemű {ω} halmazok, és így természetesen bármely nemüres R részhalmazhoz van nála kisebb atom, ha r∈R akármyelik R-beli elem, {r} atom és {r}⊆R.
2. Az Atomos halmazrendszerek szakaszban említett T halmazrendszer ugyan nem atomos, de az általa generált halmazalgebra igen, és atomjai az (1/(i+2), 1/(i+1)] alakú balról nyílt, jobbról zárt intervallumok, ahol i∈N, továbbá az (1,∞) nyílt intervallum. A T által generált szigma-algebrának ezen kívül még egy atomja van, a {0} .
3. Az Lk := N\{k} halmazok (Lk)k∈N\{0} rendszere által generált halmazalgebra atomos: könnyű belátni, hogy az atomok a {k} egyelemű halmazok lesznek, ahol k>0, hiszen komplementerei a generálóhalmazoknak vagy ilyen komplementerek véges metszetei, tehát az algebrában vannak, és egyeleműségük miatt nyilván atomiak.